# Михайлик Володимир Георгійович
Володи́мир Гео́ргійович Миха́йлик (нар. 24 вересня 1975, с. Слобода, Буринський район, Сумська область, Українська РСР — пом. 21 червня 2014, с. Лизогубівка, Харківський район, Харківська область, Україна) — бортовий інженер авіаційної ескадрильї спеціального призначення на вертольотах Спеціального авіаційного загону Оперативно-рятувальної служби цивільного захисту Державної служби України з надзвичайних ситуацій, капітан (посмертно) служби цивільного захисту.

## Життєпис
Народився 1975 року в селі Слобода на Сумщині. Закінчив Першотравневу середню школу у своєму селі.
20 років віддав службі в авіації.
Бортовий інженер авіаційної ескадрильї спеціального призначення на вертольотах Спеціального авіаційного загону Оперативно-рятувальної служби цивільного захисту Державної служби України з надзвичайних ситуацій. Загін базувався в Ніжині, колишня військова частина Д0170.

## Загибель
Загинув під Харковом в районі села Лизогубівка в результаті падіння гелікоптера Мі-8Т, що слідував за маршрутом Ніжин — Чугуїв для забезпечення перевезення особового складу й гуманітарної допомоги в зоні проведення антитерористичної операції. Близько 10:00 вийшов останній раз на зв'язок і зник з радарів. 22 червня о 06:45 пошуково-рятувальні сили ДСНС виявили місце катастрофи у лісосмузі на території Зміївського району, через негоду його шукали майже добу; гелікоптер розбився та згорів, весь екіпаж загинув: командир екіпажу підполковник Руслан Редькін, штурман Олександр Лисиченко і бортінженер Володимир Михайлик.
23 червня тіла загиблих льотчиків доставили на аеродром Ніжина, на злітній смузі відбулось прощання. Похований в рідному селі.
Залишились батьки.

## Нагороди та вшанування
15 липня 2014 року Указом президента України № 593/2014 від 15.07.2014 року, "за особисту мужність і героїзм, виявлені у захисті державного суверенітету та територіальної цілісності України, відзначений — нагороджений орденом «За мужність» III ступеня (посмертно).
Першотравневій загальноосвітній школі І-ІІІ ст. села Слобода Буринського району Сумської області присвоєне ім'я В. Г. Михайлика.
В центрі м. Буринь відкрито Алею пам'яті Героїв, на якій встановлено портрет Володимира Михайлика.